# هوجو دروجويت
هوجو دروجويت (2 سبتمبر 1982 بسانتياغو في تشيلي - ) هو مدرب كرة قدم ولاعب كرة قدم كوري جنوبي وتشيلي في مركز الوسط. شارك مع منتخب تشيلي لكرة القدم. أما مع النوادي، فقد لعب مع جونبك هيونداي موتورز وجيجو يونايتد وديبورتيفو كالي وكروز آزول ونادي أونيفرسيداد دي تشيلي ونادي أونيفرسيداد كاتوليكا ونادي أوهيجينس ونادي تيكوس ونادي موريليا الرياضي وديبورتيس أنتوفاغاستا وDeportes Temuco ‏ ونادي كوبريلوا وأونيفرسيداد دي كونسيبسيون ‏.

## روابط خارجية
- هوجو دروجويت على موقع دوري كوريا الجنوبية (الإنجليزية)
- هوجو دروجويت على موقع قاعدة بيانات كرة القدم.إي يو (الإنجليزية)
- هوجو دروجويت على موقع ناشيونال فوتبول تيمز (الإنجليزية)
- هوجو دروجويت على موقع Soccerway.com (الإنجليزية)
- هوجو دروجويت على موقع عالم كرة القدم.نت (الإنجليزية)
- هوجو دروجويت على موقع AS.com (الإسبانية)